# Iluminación Rembrandt

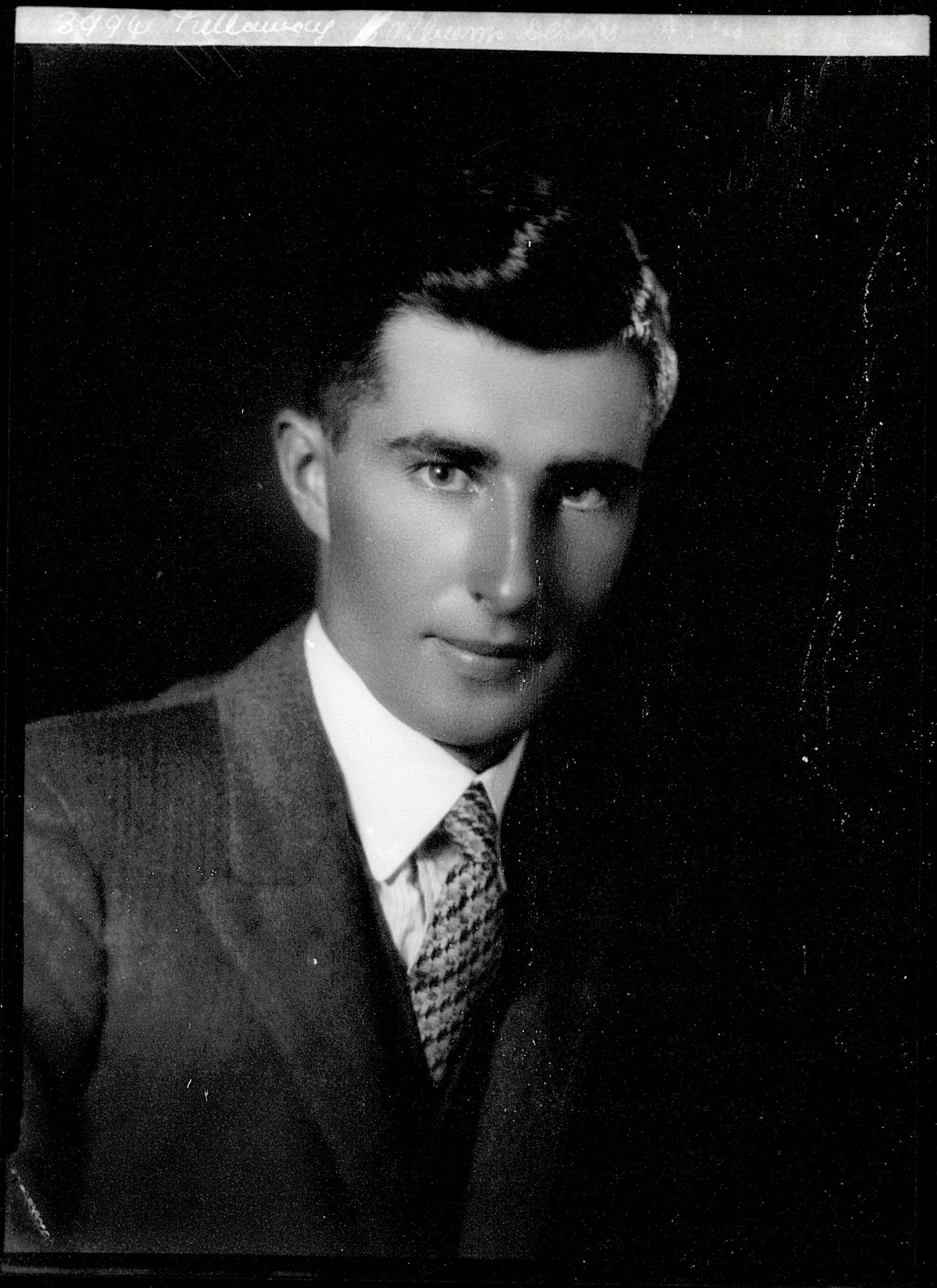
Un retrato de estudio, que muestra el característico triángulo iluminado en el lado más oscuro de la cara

La iluminación Rembrandt es una técnica de iluminación estándar que se utiliza en la fotografía de retrato y la cinematografía de estudio; También se utiliza en contraste con iluminación de mariposa Se puede lograr usando una luz y un reflector, o Dos luces, y es popular porque es capaz de producir imágenes que parecen naturales y atractivas con un mínimo de equipo. La iluminación Rembrandt se caracteriza por un triángulo iluminado (también llamado "parche Rembrandt") debajo del ojo del sujeto en el lado menos iluminado de la cara. Recibe su nombre del pintor holandés Rembrandt, que ocasionalmente usaba este tipo de iluminación.

## Descripción

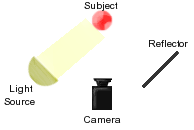
La típica configuración de iluminación de Rembrandt

Normalmente, la luz principal se coloca alta y a un lado en la parte delantera, y la luz de relleno o un reflector se coloca a media altura y en el otro lado en la parte delantera, ajustado a aproximadamente la mitad de la potencia de la luz principal, con el sujeto, si está de frente a la cámara en ángulo, con la luz principal iluminando el lado más alejado de la cara. La clave en la iluminación de Rembrandt es crear la forma de triángulo o diamante de luz debajo del ojo. Un lado de la cara está bien iluminado desde la fuente de luz principal mientras que el otro lado de la cara usa la interacción de sombras y luz, también conocida como claroscuro, para crear esta forma geométrica en la cara. El triángulo no debe ser más largo que la nariz ni más ancho que el ojo. Esta técnica se puede lograr de manera sutil o muy dramática modificando la distancia entre el sujeto y las luces y la intensidad relativa de las luces principales y de relleno.[cita requerida]

## Origen del término fotográfico
Al director de cine pionero Cecil B. DeMille se le atribuye el primer uso del término. Mientras filmaba la película de 1915 "The Warrens of Virginia", DeMille tomó prestados algunos focos portátiles de la Mason Opera House en el centro de Los Ángeles y "comenzó a hacer sombras donde aparecerían sombras en la naturaleza". Cuando su socio comercial Sam Goldwyn vio la película con solo la mitad de la cara de un actor iluminada, temió que los exhibidores pagaran solo la mitad del precio por la película. Después de que DeMille le dijera que se trataba de iluminación de Rembrandt, "la respuesta de Sam fue jubilosa y aliviada: ¡por la iluminación de Rembrandt los expositores pagarían el doble!"

## En el cine negro
Aunque es más conocida por su uso en la pintura y la fotografía, la iluminación de Rembrandt es también una de las herramientas más utilizadas en el género del cine negro. A lo largo de la historia del cine negro, una letanía de directores han utilizado el estilo distintivo para "evocar emociones y crear una sensación de misterio en una película negra".  El estilo de iluminación de Rembrandt es particularmente útil en la realización de películas negras, ya que "ilumina no solo el paisaje físico sino también el paisaje emocional de los personajes".  En un género en el que el personaje y el escenario están vinculados de manera integral, la iluminación de Rembrandt proporciona una visión íntima del estado mental de los personajes cuando se utiliza en el cine negro. El uso de la iluminación de Rembrandt en el cine negro es tan extenso que el estilo ha llegado a definir este género cinematográfico. La iluminación de Rembrandt "es sinónimo del género del cine negro, conocido por su crimen, intriga y ambigüedad moral. El contraste entre la luz y la sombra en el cine negro es tan característico como los propios actores". La iluminación de Rembrandt permite a los directores manipular el tono de una escena a través de sus imágenes, y en el cine negro es fundamental para transmitir la naturaleza sombría de la mayoría de las tramas. Enormemente influyente, el legado de la iluminación de Rembrandt en el cine negro se puede ver en películas como El Padrino y muchas más, lo que demuestra el impacto duradero que tiene en la realización cinematográfica en su conjunto. Para lograr el aspecto de la iluminación de Rembrandt, los directores de cine negro solían utilizar "ángulos de cámara bajos o descentrados" para ayudar a agregar la sensación inquietante del cine negro. Esta combinación de iluminación y trabajo de cámara ayudó a definir aún más el aspecto del género y estableció algunos de los tropos cinematográficos por los que el cine negro es más conocido en la actualidad. Si bien no es tan conocido como el zoom de plataforma o la toma larga, el uso de la iluminación Rembrandt en un medio cinematográfico ayudó a dar forma a la trayectoria no solo del cine negro, sino de Hollywood en su conjunto.